# Morinda howiana
Morinda howiana är en måreväxtart som beskrevs av Shiu Ying Hu. Morinda howiana ingår i släktet Morinda och familjen måreväxter. Inga underarter finns listade i Catalogue of Life.